# 拉托拉
拉托拉（西班牙語：La Tola）是哥倫比亞的城鎮，位於該國西南部，由納里尼奧省負責管轄，距離首府帕斯托460公里，面積128平方公里，海拔高度3米，2005年時的人口數為8,571。
2°25′N 78°15′W / 2.417°N 78.250°W